# Матисен, Ульрик
Ульрик Матисен (норв. Ulrik Mathisen;родился 18 января 1999, Норвегия) — норвежский футболист, полузащитник клуба «Бранн».

## Карьера
Матисен начал свою футбольную карьеру в молодежной команде «Шейд». В 2014 году перешел в «Волеренга», где с 2016 года играл за вторую команду. В феврале 2019 года перешел в клуб второго дивизиона «Хьельсос». Дебютировал 14 апреля 2019 года в матче против «Аскер», отыграв на поле всю игру и забив гол на 57 минуте.
1 октября 2020 года подписал трехлетний контракт с «Лиллестрём». Изначально предполагалось, что контракт вступит в силу с первого января 2021 года. Однако, поскольку «Хьельсос» не смог выйти в плей-офф, Матисен присоединился к новой команде уже шестого октября. Дебютировал в ОБОС-лиге 11 октября 2021 года в матче против «Эйгарден». В оставшейся части сезона 2020 сыграл 9 матчей, из них одну игру против команды «Гроруд» в стартовом составе. В сезоне 2021 Матисен дебютировал в Элитсерии в матче против «Стрёмсгодсет». В своем дебютном сезоне в высшем дивизионе Норвегии он провел 21 матч и забил один гол в ворота команды «Сандефьорд».
30 марта 2022 перешел в клуб «Согндал», на правах аренды до конца 2022 года. 4 апреля 2022 года дебютировал за клуб в матче против «Рёуфосс». За время аренды сыграл 28 матчей и забил два гола.
В марте 2023 года подписал трехлетний контракт с клубом «Бранн». 29 мая 2023 года дебютировал за клуб в матче против «Русенборга».

### Сборная
Матисен принимал участие в составе национальных сборных Норвегии в различных возрастных группах, включая команды до 15 лет и до 17 лет.

## Статистика
| Выступление      | Выступление      | Выступление      | Лига | Лига | Кубок | Кубок | Итого | Итого |
| Клуб             | Лига             | Сезон            | Игры | Голы | Игры  | Голы  | Игры  | Голы  |
| ---------------- | ---------------- | ---------------- | ---- | ---- | ----- | ----- | ----- | ----- |
| → Волеренга II   | Второй дивизион  | 2016             | 9    | 0    | —     | —     | 9     | 0     |
| → Волеренга II   | Второй дивизион  | 2017             | 12   | 1    | —     | —     | 12    | 1     |
| → Волеренга II   | Второй дивизион  | 2018             | 25   | 3    | —     | —     | 25    | 3     |
| → Волеренга II   | Итого            | Итого            | 46   | 4    | —     | —     | 46    | 4     |
| Хьельсос         | Второй дивизион  | 2019             | 25   | 1    | —     | —     | 25    | 1     |
| Хьельсос         | Второй дивизион  | 2020             | 13   | 0    | —     | —     | 13    | 0     |
| Хьельсос         | Итого            | Итого            | 38   | 1    | —     | —     | 38    | 1     |
| Лиллестрём       | ОБОС-лига        | 2020             | 9    | 0    | —     | —     | 9     | 0     |
| Лиллестрём       | Элитсерия        | 2021             | 21   | 1    | 2     | 0     | 23    | 1     |
| Лиллестрём       | Итого            | Итого            | 30   | 1    | 2     | 0     | 32    | 1     |
| → Согндал        | ОБОС-лига        | 2022             | 27   | 2    | 1     | 0     | 28    | 2     |
| → Согндал        | Итого            | Итого            | 27   | 2    | 1     | 0     | 28    | 2     |
| Бранн            | Элитсерия        | 2023             | 5    | 1    | 2     | 0     | 7     | 1     |
| Бранн            | Итого            | Итого            | 5    | 1    | 2     | 0     | 7     | 1     |
| Всего за карьеру | Всего за карьеру | Всего за карьеру | 146  | 9    | 5     | 0     | 151   | 9     |